# Vozenoff
Vozenoff es una banda de música pop formada en Ushuaia, Argentina en 2013. Está compuesta actualmente por Ariel Durán (voz), Fernando Cingolani (batería), Gabriel Rocko Gonzalez (Primera guitarra), Gabriel Toledo (2.ª guitarra) .

## Historia

### vozenoff 2013
El grupo se formalizo en los festejos de cumpleaños de un exintegrante, aunque según siempre relataron las canciones compuestas por Ariel Duran fueron tocadas por miembros y amigos desde muchísimos años antes que Vozenoff surgiera.
La primera formación de Vozenoff contó con Ariel Duran en voz y primera guitarra, Federico Dal Molin en bajo, Cristian Duran en batería y Gabriel Buadas en segunda guitarra y/o charango.
A este cuarteto inicial, pocos meses luego se le sumarían Gonzalo Almiron en saxo tenor y Cristian Ruiz en teclados.
El show debut del grupo se dio el 8 de junio de 2013 en el local “Ushuaia Resto Pub”.
A fines de su primer año, y dada la gran repercusión que tuvo el grupo desde un comienzo que destacaba por sus canciones pop, estilo no practicado por ningún grupo en aquel momento en Tierra del Fuego, fueron invitados por los propietarios de “Estudios El Faro” a comenzar a trabajar su primer disco.

### Vozenoff 2014
A comienzo de 2014 la formación de Vozenoff se modificó pasando a estar compuesta por: Ariel Duran en voz, Federico Dal Molin en bajo, Cristian Duran en segunda guitarra y coros, Fernando Cingolani en batería, Gonzalo Almiron en saxo Tenor, Manuel Claisse en saxo alto, Cristian Ruiz en Teclados y Victor Cazal en primera guitarra.
Con esta formación Vozenoff grabó su primer disco de estudio “No Pongas Musica” entre diciembre de 2014 y febrero de 2015, el cual fue presentado el 15 de junio de 2015 en “El Centro Beagle” como parte de los festejos de "La fiesta nacional de la noche más larga", producido por Federico Dal molin, Cristian Cazal y Javier Medina, estos últimos dos propietarios de Estudios el Faro. Cabe destacar que este primer disco cuenta como músico invitado en guitarras a Gabriel Gonzales, actual guitarrista del grupo.

### Vozenoff 2015
En julio de 2015 Vozenoff clasificó a la semifinal del concurso nacional “Rockea BA” como la banda más votada por el público en la plataforma del mismo, con más del 30 % de los votos totales, recibiendo en la misma la “Mención Especial”.
El cierre del año se realizó el 12 de diciembre en un “Ushuaia Resto Pub” con localidades agotadas.

### Vozenoff 2016
En febrero de 2016 se presentó el sencillo “Me Pega el Sol”, producido por Federico Dal Molin y Cristian Cazal. También posee un Videoclip realizado por Federico Dal Molin. 
A partir de mayo la banda modificó su formación pasando a estar conformada por : Ariel Duran en voz, Federico Dal Molin en bajo, Cristian Duran en segunda guitarra y coros, Fernando Cingolani en batería, Gonzalo Almiron en saxo tenor, Manuel Claisse en saxo alto y Leo Viturro en primera guitarra.
Con esta formación Vozenoff realizó su primera gira provincial en Tierra del Fuego, por la provincia de Buenos Aires y Misiones. Luego grabó el demo de su segundo disco.
Entre julio y noviembre la banda entró en un impase, lo que llevó a la filtración del demo de su segundo disco.
En noviembre el grupo se reunión con una nueva formación que contaba con: Ariel Duran en voz y segunda guitarra, Federico Dal Molin en bajo, Fernando Cingolani en batería, Leo Viturro en primera guitarra, Gonzalo Almiron en saxo tenor, Manuel Claisse en saxo alto.
Dada la filtración del demo, el grupo decidió dar un show y presentar el mismo replicado en forma de disco, bajo el nombre “De Sala” asiendo alusión a que era un CD grabado en ensayo. Este audio filtrado fue producido, mezclado y masterizado por Federico Dal Molin y Fernando Cingolani.
El show fue un gran éxito, agotando todas las entradas al cuarto día de comenzada a la venta.   

### Vozenoff 2017
Entre diciembre de 2016 y marzo de 2017 Vozenoff grabó su tercer disco titulado “Me voy”, con producción en su mayor parte por Leo Viturro, con participación también de Federico Dal Molin, Fernando Cingolani y Ariel Duran.
El disco fue mezclado en Estudios “Del Parral” (CABA) y masterizado por Andrés Mayo.
De este tercer disco se destaca el videoclip de su corte difusión homónimo, el cual fue realizado por Sebastián López y producido por Marthol Negri. Con este audiovisual el grupo tuvo su primera llegada a medios nacionales llegando a la final del mundial de bandas organizado por Banda Soporte en Quiero música y sonando en radios como La Mega 98.3.

### Vozenoff 2018 & 2019
El 6 de enero de 2018 Vozenoff celebró sus 5 años haciendo un lleno total en la sala de conciertos “Nini Marshall” de Ushuaia, la plaza con mayor capacidad de la ciudad.
En marzo Vozenoff modifica su formación: Ariel Duran en voz, Federico Dal Molin en bajo, Fernando Cingolani en batería, Leo Viturro en primera guitarra, y comienza a trabajar su cuarto disco de estudio producido por Manu Pineda.
El grupo grabó “La Oportunidad” en julio y septiembre de 2018 en los Estudios Romaphonic de (CABA) y Estudio OHM (Ushuaia), producido por Manu Pineda e ingeniería en sonido de Martin Pomares.
En diciembre de 2018 Vozenoff firmó contrato discográfico con el sello “Pirca Records”.
El disco “La Oportunidad” se presentó en plataformas digitales el 8 de febrero de 2019.
Contó con tres cortes de difusión: “La Oportunidad” con videoclips realizado por Veo producciones, “Enigma” con clip realizado por Marthol Negri y “Tus Ojos” con clip realizado por “Agreste Films”.
El disco “La Oportunidad” tuvo una gran repercusión y recepción por medio del público y la prensa, el tema homónimo del disco gozo de una altísima rotación en radios como Los 40, Radio Disney, Metro entre otras y fue cortina del los programas “Showmatch”, “Intrusos”, “Cocineros Argentinos” entre otros.
El disco fue nominado a los Premios Gardel 2020 como “Mejor Álbum Grupo Pop”.

### Vozenoff 2020
En 2020 Vozenoff presentó el sencillo "Facil" (octubre) y “Si Me Dijeras” (junio), adelantos del que será su quinto disco de estudio. Ambos producidos por Manu Pineda. 
El corte "Si me dijeras" tuvo una gran recepción alcanzado el puesto 26 de los 40 principales de las radios argentinas.
En agosto de 2020 Vozenoff fue decretado de “interés cultural” en las ciudad de Ushuaia y Río Grande.

### Vozenoff 2021
Durante la primera mitad de 2021 el grupo presentó 2 sencillos adelantos de su quinto disco.
"Acostumbrado" sencillo que cuenta con una superproducción audiovisual rodada en el Canal Beagle en Tierra del Fuego. La misma estuvo a cargo de la casa blanca audiovisual. En junio Vozenoff presentó "Mil Flores", el cuarto adelanto de su futuro disco. Ambos Singles fueron producidos por Leo Viturro.
Durante el mes de octubre el grupo realizó 2 shows en el teatro de la casa de la cultura de su ciudad de Ushuaia "Sala Nini marshall". De estos shows se desprende el primer disco en vivo del grupo "Vozenoff en Vivo desde ushuaia", el cual se estrenó a las 00hs del miércoles 22 de diciembre de 2021, el mismo fue producido por Federico Dal Molin.
El 1 de diciembre Leo Viturro anunció su alejamiento de la banda.
El jueves 2 de diciembre Vozenoff estrenó el sencillo "Si Vienes" Ft Bersuit Vergarabat, producido por Pepe céspedes y Juan Bruno.

### Vozenoff 2022
Durante este año el grupo cambio su formación, incorporando a Gabriel Gonzales como 1.ª guitarra y a Gabriel Toledo como 2.ª guitarra. 
Durante sus prensentaciones en 2022 vozenoff volvió a sus orígenes, en los shows en vivo el grupo contó con set de vientos, coristas y tecladistas como invitados. Volvió a tocar temas de sus primeros discos y reversiones.
Como shows destacados se encuentras los del 21 y 22 de mayo abriendo los show de Los Pérez García en el teatro Vorterix de la ciudad de buenos aires. Cuatro presentaciones en el local Náutico disco de la ciudad de Ushuaia. Y el cierre de año con su primera fecha propia en CABA, en "The Roxy Bar" el jueves 17 de noviembre.

### Vozenoff 2023
A comienzo de año el grupo anuncio la salida de su 5.º disco de estudio "El Modo" el cual se presentó el 26 de enero.
Durante el año el grupo giro presentando sus canciones en ciudades como Rosario, Posadas, Iguazú, Río Turbio entre otras.
El disco fue presentado en The Roxy live de la ciudad de buenos aires a sala llena. El cierre de año se realizó en Niceto Club.
Además se presentó un sencillo re versión de su tema "Si me Dijeras" junto a Martina Brito, producida por Manu Pineda y la canción "avenida 115" junto a La Perra que lo Pario producida por Federico Dal Molin.

### Vozenoff 2024
El año comenzó con la presentación de la banda por primera vez en Uruguay, con fechas en la ciudad de punta del este, además de presentaciones en la costa argentina.
El 6 de Junio se presentó el sencillo "Canciones de amor".
A fines de septiembre Federico Dal Molin dejó de formar parte del grupo.
El 17 de octubre presentaron una re versión del clásico de Julieta Venegas "Me Voy". Con producción musical de Federico Dal Molin, batería grabada en 3057 Studio (Buenos Aires) por Matías Cugat y en Selah Sonido (Ushuaia). Con Mezcla y Mastering de Martín Pomares.

## Premios y nominaciones
| Año  | Trabajo nominado | Premio         | Categoría             | Resultado     |
| 2015 | Discografía      | Rockea BA      | Concurso nacional     | Semifinalista |
| 2018 | Me Voy           | Banda soporte  | Mundial de bandas     | Finalista     |
| 2019 | Discografía      | Hard Rock Café | Viva Latino Rock      | Finalista     |
| 2020 | La Oportunidad   | Premios Gardel | Mejor Álbum Grupo Pop | Nominado      |
| ---- | ---------------- | -------------- | --------------------- | ------------- |

## Discografía
| Disco                 | Año  | Sello         | Tracks |
| --------------------- | ---- | ------------- | ------ |
| No Pongas Música      | 2015 | Independiente | 8      |
| De Sala               | 2016 | Independiente | 9      |
| Me Voy                | 2017 | Independiente | 8      |
| La Oportunidad        | 2019 | Pirca Records | 10     |
| En Vivo desde Ushuaia | 2021 | Pirca Records | 19     |
| El Modo               | 2023 | Pirca Records | 11     |